# Prosaptia sulawesica
Prosaptia sulawesica är en stensöteväxtart som beskrevs av Barbara S. Parris. Prosaptia sulawesica ingår i släktet Prosaptia och familjen Polypodiaceae. Inga underarter finns listade.